# Kim Thúy
Kim Thúy, nata Nguyễn An Tịnh (Saigon, 18 settembre 1968), è una scrittrice canadese d'origine vietnamita.

## Biografia
Nata a Saigon nel 1968, a dieci anni è fuggita con la famiglia dal suo paese d'origine durante l'apice del fenomeno Boat people conseguente alla guerra tra Vietnam del Sud e Vietnam del Nord per arrivare nel Québec.
Cresciuta a Montréal, ha ottenuto due lauree: una in linguistica e traduzione e una in diritto.
Prima di approdare alla scrittura nel 2009 con il romanzo Riva, ha svolto numerosi mestieri quali l'interprete, l'avvocato, la restauratrice, la chef e la critica gastronomica.
Autrice di tre romanzi, un romanzo epistolare (A Toi) e un libro di ricette (''Le secret des Vietnamiennes), nelle sue opere (scritte tutte in lingua francese) affronta i temi della migrazione e dell'incontro-scontro tra culture differenti.

## Opere

### Romanzi
- Riva (Ru) (2009), Roma, Nottetempo, 2010 traduzione di Cinzia Poli ISBN 978-88-7452-247-7.
- Nidi di rondine (Mãn) (2013), Roma, Nottetempo, 2014 traduzione di Cinzia Poli ISBN 978-88-7452-498-3.
- Il mio Vietnam (Vi) (2016), Roma, Nottetempo, 2017 traduzione di Cinzia Poli ISBN 978-88-7452-673-4.

### Miscellanea
- À toi (2011) con Pascal Janovjak
- Le secret des Vietnamiennes (2017)

## Premi e riconoscimenti
- 2010 : Prix du Grand public La Presse
- 2010 : Grand Prix RTL-Lire per il romanzo Riva
- 2010 : Prix du Gouverneur général per il romanzo Riva
- 2011 : Grand prix littéraire Archambault per il romanzo Riva
- 2011 : Premio Mondello per la Multiculturalità[6]
- 2017 : Premio internazionale NordSud